# Arco de Triunfo de Moscú

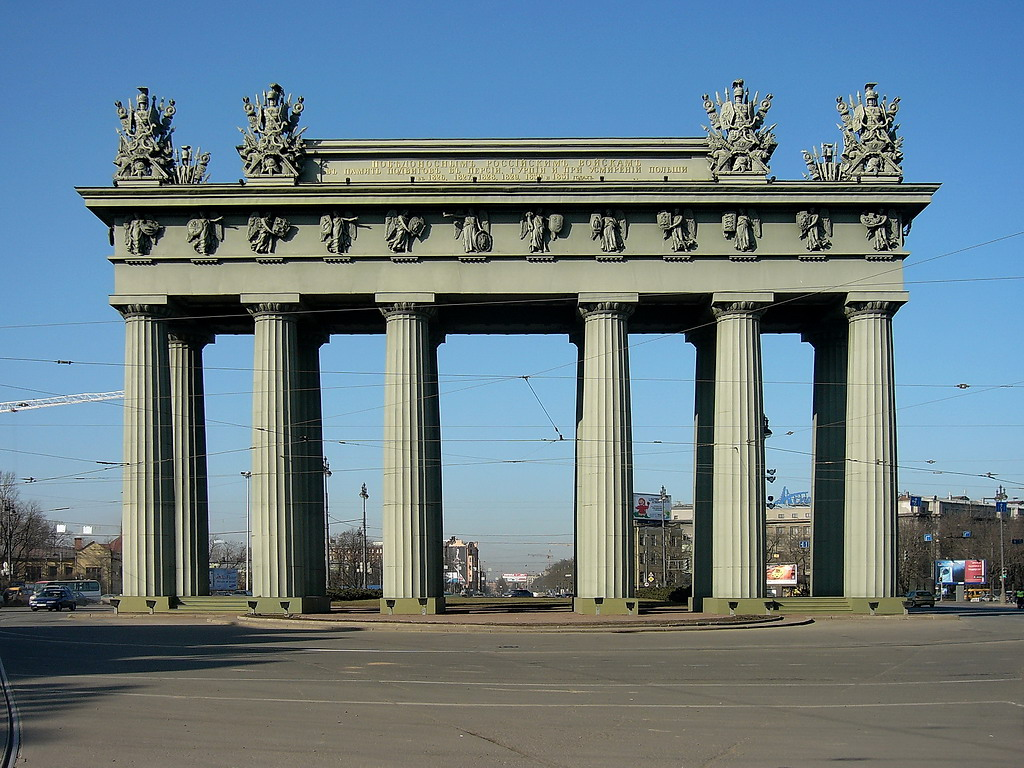
Arco de Triunfo de Moscú, 1834.

El Arco del Triunfo de Moscú (Московские Триумфальные ворота) es un arco de triunfo neoclásico, construido en San Petersburgo, en la desembocadura de la carretera de San Petersburgo a Moscú en 1834-1838 como un monumento a la victoria rusa sobre los turcos y el Tratado de Adrianópolis. Fue realizado por el arquitecto Vasili Stásov. En 1936, la estructura de hierro fundido fue derribada por los soviéticos bajo el pretexto de una reconstrucción planificada de la avenida. Fue sustituido treinta años más tarde.